# Saint-Georges (Pas-de-Calais)
Saint-Georges é uma comuna francesa na região administrativa de Altos da França, no departamento de Pas-de-Calais. Estende-se por uma área de 9,69 km². Em 2010 a comuna tinha 337 habitantes (densidade: 34,8 hab./km²).